# جانی منتز
جانی منتززاده۱۸ سپتامبر ۱۹۱۸
هبرون، ایندیانا، ایالات متحدهدرگذشته۲۵ اکتبر ۱۹۷۲
اوهای، کالیفرنیا، ایالات متحدهفعالیت در مسابقات جهانی فرمول یکملیتایالات متحده آمریکاسال‌های فعالیت۱۹۵۳تیم‌هاکرتیس کرافتورودی‌ها۱قهرمانی‌ها۰پیروزی‌ها۰سکوها۰مجموع امتیازات۰پول پوزیشن۰اولین ورودایندیاناپلیس ۵۰۰ ۱۹۵۳آخرین ورودایندیاناپلیس ۵۰۰ ۱۹۵۳
جانی منتز (به انگلیسی: Johnny Mantz) (زادهٔ ۱۸ سپتامبر ۱۹۱۸ در هبرون، ایندیانا، درگذشتهٔ ۲۵ اکتبر ۱۹۷۲ در اوهای، کالیفرنیا) رانندهٔ مسابقات نسکار و فرمول یک اهل ایالات متحده آمریکا بود.